# Ditrichum francii
Ditrichum francii är en bladmossart som beskrevs av Thériot 1910. Ditrichum francii ingår i släktet grusmossor, och familjen Ditrichaceae. Inga underarter finns listade i Catalogue of Life.